# East Central Washington
East Central Washington es un territorio no organizado ubicado en el condado de Washington en el estado estadounidense de Maine. En el Censo de 2010 tenía una población de 728 habitantes y una densidad poblacional de 1,12 personas por km².

## Geografía
East Central Washington se encuentra ubicado en las coordenadas 44°51′22″N 67°19′31″O / 44.85611, -67.32528. Según la Oficina del Censo de los Estados Unidos, East Central Washington tiene una superficie total de 650.88 km², de la cual 535.92 km² corresponden a tierra firme y (17.66%) 114.96 km² es agua.

## Demografía
Según el censo de 2010, había 728 personas residiendo en East Central Washington. La densidad de población era de 1,12 hab./km². De los 728 habitantes, East Central Washington estaba compuesto por el 96.57% blancos, el 0.41% eran afroamericanos, el 0.27% eran amerindios, el 0.41% eran asiáticos, el 0% eran isleños del Pacífico, el 0% eran de otras razas y el 2.34% pertenecían a dos o más razas. Del total de la población el 0.82% eran hispanos o latinos de cualquier raza.